# Prasophyllum suttonii
Prasophyllum suttonii là một loài thực vật có hoa trong họ Lan. Loài này được Ewart & B.Rees miêu tả khoa học đầu tiên năm 1912.